# Kvarteret Alströmer
Kvarteret Alströmer (Kvarteret 54 Alströmer) är ett kvarter i stadsdelen  Inom Vallgraven i Göteborg. Kvarteret omges av Magasinsgatan i väster, Drottninggatan i söder, Västra Hamngatan i öster och Lilla Torget i norr. Kvarteret fick sitt namn år 1923 och är namngivet efter Jonas Alströmer, som står staty på Lilla Torget. Sonen Clas Alströmer bodde under 1700-talet väster om torget vintertid.
Kvarteret bestod under 1600- och 1700-talen av nio tomter. Det drabbades av stadsbranden år 1804 och nya byggnader uppfördes därefter. På 1880-talet revs husen mot Västra Hamngatan och ersattes av de nuvarande, uppförda av Brand- och lifförsäkrings AB Svea och Göteborgs Enskilda Bank. På 1970-talet lämnade bank- och försäkringsbolagen kvarteret och numera är Sveahuset omdanat till Elite Plaza Hotel.

## Historia

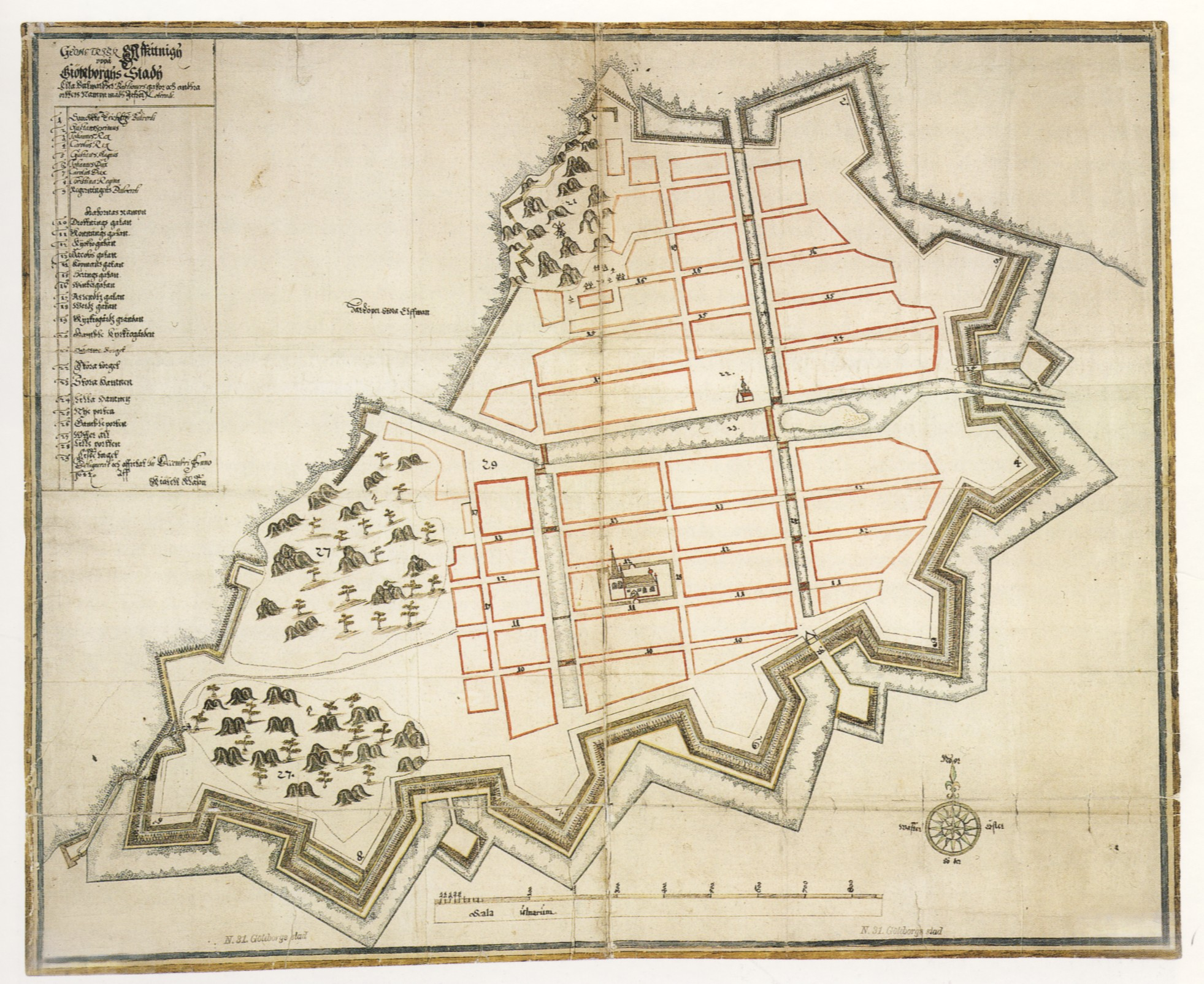
Kiättel Klasons karta över Göteborg 1644 visar stadens ursprungliga utseende. Kvarteret Alströmer ligger söder om Stora Hamnkanalen, väster om Västra Hamnkanalen och nedanför Otterhällan.

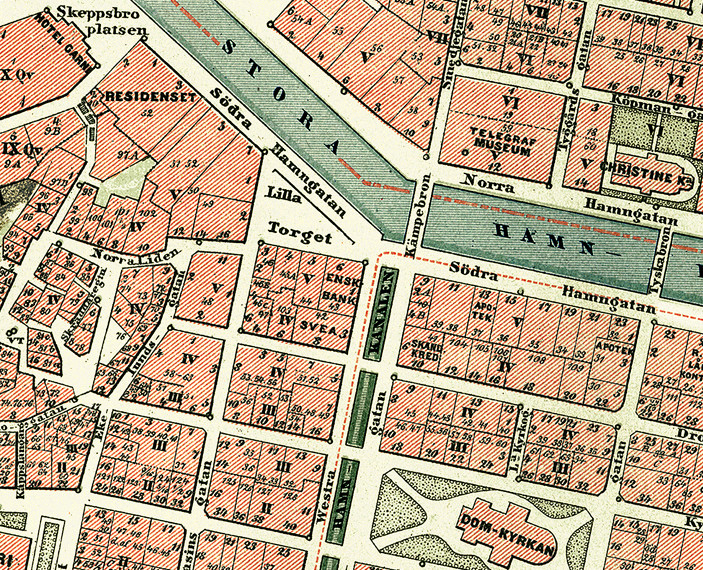
Kvarteret Alströmer i Göteborg år 1888. Kvarteret syns i mitten av kartan, söder om Lilla Torget, och omges av Lilla Torget, Västra Hamngatan, Drottninggatan och Magasinsgatan.

I Göteborgs brandordning från år 1639 delades det som numera utgörs av området inom vallgraven i fyra fjärdingar om vardera sju rotar, det vill säga totalt 28 rotar. År 1670 förändrades roteindelningen och antalet rotar blev tio. Efter raseringen av vallarna runt staden år 1807 utökades staden vid Lilla Bommen, Drottningtorget, Stora Nygatan, Kungstorget, Rosenlund, Skeppsbron och Järntorget. År 1923 tillkom en ny kvartersindelning i Göteborg och centrala staden delades in i stadsdelarna Inom Vallgraven och Nordstaden.
Området som begränsas av Västra Hamngatan–Drottninggatan–Magasinsgatan–Lilla Torget fick år 1923 namnet 54 kvarteret Alströmer.
Utefter Västra hamnkanalen bestod den första bebyggelsen i princip enbart av små trähus, med bostadshusen inne på tomten och ekonomihusen utefter kanalen. Huset i hörnet Västra Hamngatan–Lilla Torget var troligen av sten och ägdes av källarmästaren Isac Browald, som drev värdshuset Lejonet där.
Den 1 november 1804 klockan 2 på morgonen utbröt en brand i ett hus på Magasinsgatan, vilken ledde till att i princip hela kvarteret, liksom större delen av bebyggelsen på Stora Otterhällan, brann ner. Efter stadsbranden uppfördes nya byggnader i kvarteret.

## Fastigheter

### Västra Hamngatan 1 – Lilla Torget 5–6

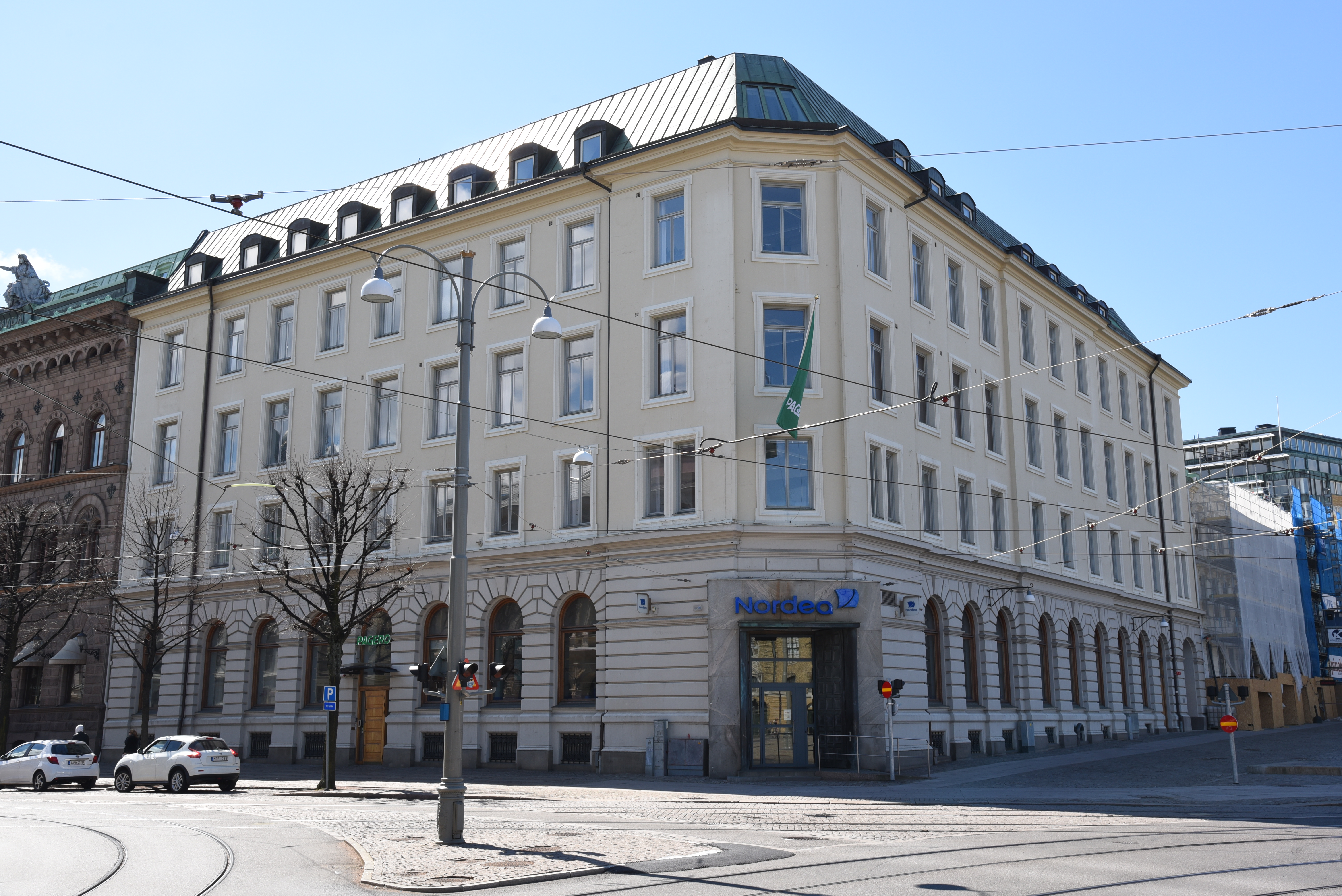
Västra Hamngatan 1 – Lilla Torget 5–6.

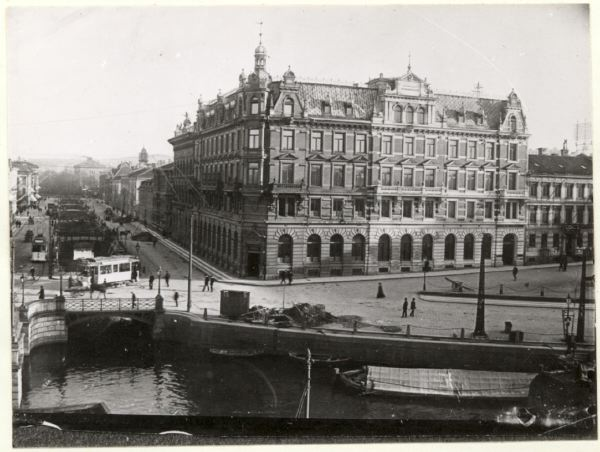
Göteborgs Enskilda Bank var från 1888 lokaliserad vid Västra Hamngatan 1 och Lilla Torget 6. Bildsamlingen vid Göteborgs stadsmuseum.

I kvarterets nordvästra del, Västra Hamngatan 1 – Lilla Torget 5–6 (Inom Vallgraven 54:8, tidigare fastighetsbeteckning 5 roten nr. 43) uppförde Göteborgs Enskilda Bank år 1888 en byggnad efter ritningar av Georg Krüger.
Det första hörnhuset var av sten och kallades för Browalds hörna efter källarmästaren och vinhandlaren Isac Browald, som fick burskap i staden år 1683. Han drev värdshuset Lejonet i huset. Efter hans död år 1706 tog hans hustru över värdshuset.
På den andra hälften av tomten ägde rådmannen Magnus Melander ett trähus, vilket år 1711 kom att köpas av kaparekaptenen och handelsmannen Lars Gathe. Huset var i två våningar med en stor källarvåning. År 1722 gifte Lars Gathes änka Ingela om sig med överstelöjtnanten Isac Browald, son till ovan nämnda källarmästare, som nu även blev ägare av denna fastighet.
Efter branden år 1804 lät vinhandlaren Georg Niclas Borgert uppföra två sammanbyggda trevånings stenhus på tomten. År 1839 köptes fastigheten av grosshandlaren Wilhelm Röhss och efter ytterligare ägarbyten såldes det år 1886 till Göteborgs Enskilda Bank, som lät riva huset.
År 1888 uppförde Göteborgs Enskilda Bank en ny byggnad i tysk nyrenässansstil efter ritningar av Georg Krüger. Huset uppfördes i tegel med prydnadsgavlar, tinnar och torn. År 1903 byggdes huset till åt väster. Dekorationerna riskerade senare att ramla ned, varför fasaden byggdes om år 1938. Ritningarna till ombyggnaden utfördes av Nils Einar Eriksson.
Lilla Torget 5 ägdes enligt taxeringskalendern år 1697 av en änkefru Elisabeth Spalding och kom i början av 1700-talet att ägas av handelsmannen och rådmannen Johan Beckman, vars dotter Elisabeth Beckman gifte sig med stadsmäklaren och rådmannen Johan Fredrik Brusewitz den äldre. Brusewitz hus var ett gulmålat tvåvånings trähus. Efter dennes död år 1742 behöll änkan huset, men det övertogs senare av sonen Carl Gustaf Brusewitz, som år 1782 blev justitieborgmästare och därefter hovrättsråd. Han dog år 1800 och vid branden år 1804 förstördes huset, varefter ödetomten såldes till grosshandlaren Rutger Ludvig Blidberg år 1807, vilken lät uppföra ett trevånings stenhus, i vilket han drev sin handel. År 1815 gick Blidberg i konkurs och flyttade till Thorskogs bruk. På konkursauktionen köptes fastigheten av handelsmannen Olof Wijk den äldre. Wijk flyttade år 1853 till det nybyggda Wijkska huset vid Lilla Torget 1. Ny ägare blev grosshandlaren Isac Philip Valentin, som bodde där fram till sin död år 1898. Fastigheten såldes av arvingarna till Göteborgs Enskilda Bank, som år 1903 lät riva den och uppföra en tillbyggnad till hörnfastigheten.

### Lilla Torget 4
Fastigheten Lilla Torget 4 (Inom Vallgraven 54:9, tidigare fastighetsbeteckning 5 roten nr. 45) uppfördes år 1811 för handelsmannen J A Lundvik efter ritningar av Michael Bälkow.
I bouppteckningen efter Benjamin Hall, far till John Hall den äldre, år 1748 anges att han ägde denna fastighet. John Hall den äldre lämnade dock huset på 1760-talet när han lät uppföra ett större stenhus med trädgård och egen teaterbyggnad i hörnet Sillgatan – nuvarande Postgatan – och Östra Hamngatan. Det såldes år 1782 till superkargören vid Ostindiska kompaniet James Maule, som även innehade huset vid Drottninggatan 6 och tomterna var då förenade. Det såldes vidare år 1795.
Lilla Torget 4 och Drottninggatan 6 kom i änkefru Christina Halls ägo år 1803, men hon bodde troligen aldrig där, utan huset användes som handels- och kontorshus. Vid branden år 1804 förstördes det. År 1810 kom de båda tomterna att skiljas åt, då de kom att tillhöra olika ägare. Det nuvarande huset kom därefter att uppföras av handelsmannen Johan August Lundvik. Under åren 1847–1852 ägdes fastigheten av stadsmäklaren Aron Samuel Kjellberg.
År 1852 köpte brukspatron James Dickson fastigheten och han lät år 1864 genomföra en ombyggnad efter ritningar av Johan August Westerberg, varvid portalen och balkongen tillkom. Fönstren på de övre våningarna förstorades i samband med renoveringen och på övervåningen, i trappan, sattes en gipsrelief utförd av Gustaf Wilhelm Billqvist upp år 1865. Vid James Dicksons död år 1873 övertogs fastigheten av brodern Edvard Dickson, som år 1874 lät uppföra ett stall åt Magasinsgatan. Brand- och lifförsäkrings AB Skåne köpte år 1898 huset av familjen Dickson, varvid det byggdes om till kontor och år 1909 såldes till Brand- och lifförsäkrings AB Svea. Huset togs över av Göteborgs Bank år 1925 och hyrdes ut till olika företag, bland andra Rundqvists Boktryckeri och byggnadsfirman A Krüger & Son. Vid ombyggnaden 1983 ersattes fönstren med nya, som liknar de ursprungliga. Det Pompejanska rummet med väggmålningar är välbevarat.
Fastigheten förklarades som byggnadsminne år 1980.

### Lilla Torget 3 – Magasinsgatan 2
Fastigheten Lilla Torget 3 – Magasinsgatan 2 (Inom Vallgraven 54:10, tidigare fastighetsbeteckning 5 roten nr. 46) uppfördes år 1811 för handelsmannen A Björnberg efter ritningar av Michael Bälkow, på en källare som klarat sig vid 1804 års brand.
År 1813 såldes huset till stadsmäklare L P Ström och efter att det innehafts av flera handelsmän, kom det år 1842 i doktor C F Ewerts ägo. Dessförinnan hade Riksbanken erbjudits att köpa huset för dess kontor i Göteborg, men det ansågs av direktionen som olämpligt. Det byggdes år 1849 om efter ritningar av Victor von Gegerfelt och fasaden mot Magasinsgatan fick samma klassicistiska stil som huvudfasaden och år 1883 rusticerades bottenvåningen. Ewerts arvingar sålde år 1899 huset till Brand- och lifförsäkrings AB Skåne, som genomförde en ombyggnation år 1903. Brand- och lifförsäkrings AB Svea köpte fastigheten år 1924. En ombyggnad, vilken bland annat omfattade grundförstärkning och inredning av vinden, genomfördes under åren 1979–1986.
Fastigheten förklarades som byggnadsminne år 1979.

### Sveahuset

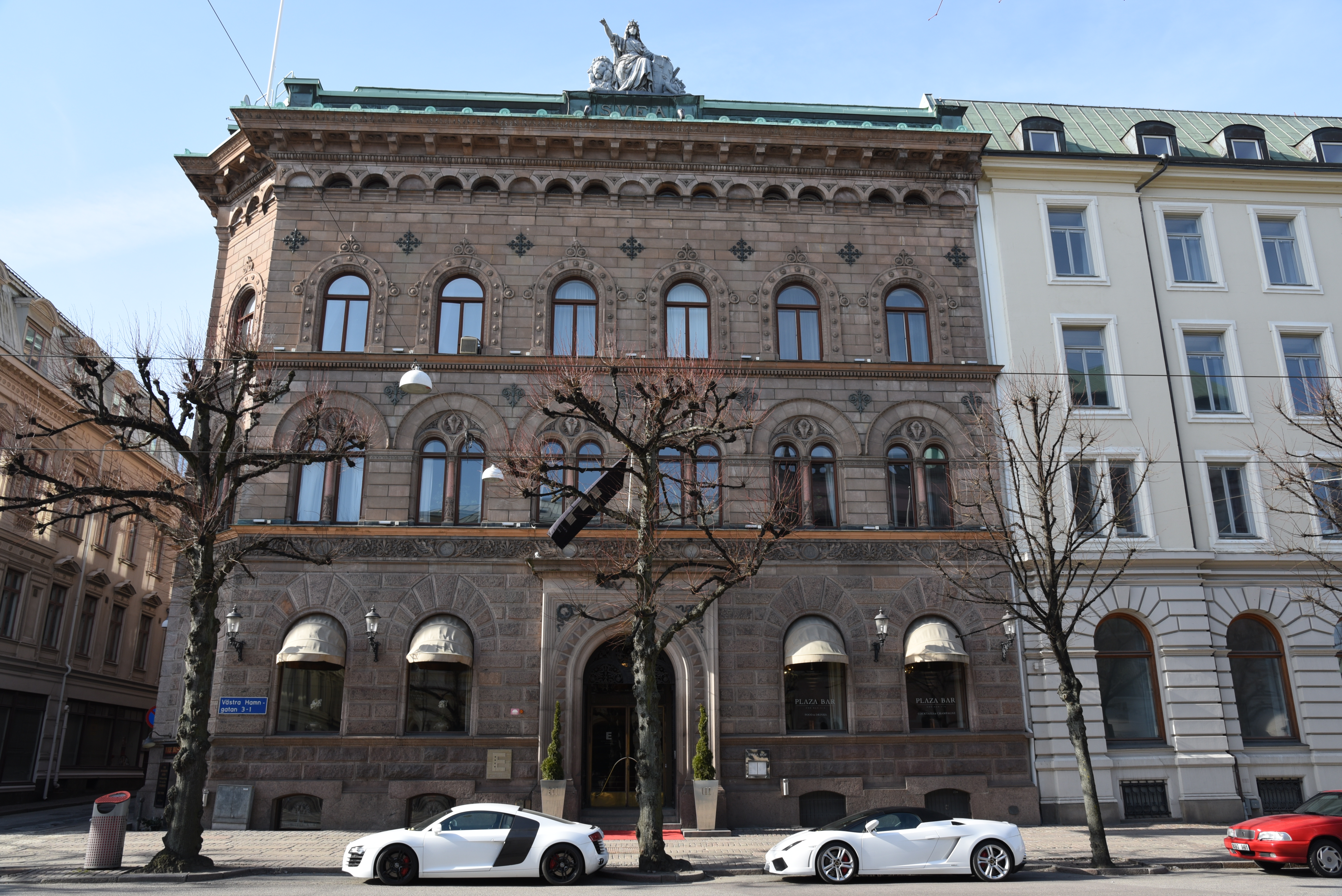
Sveahusets fasad mot Västra Hamngatan 3.

Sveahuset vid Västra Hamngatan 3 – Drottninggatan 8 (Inom Vallgraven 54:11, tidigare fastighetsbeteckning 5 roten nr. 42) uppfördes år 1888 för Brand- och lifförsäkrings AB Svea efter ritningar av A E Melander, vilka bearbetats av Hans Hedlund och Yngve Rasmussen.
Byggnaden är uppförd i florentinsk nyrenässans med en förhöjd tredje våning. På taket finns en Sveasymbol. Expeditionslokalen var inrymd i bottenvåningen, medan kontor och styrelserum fanns på andra våningen och på tredje våningen bodde verkställande direktören. Den tredje våningen började användas för företagets verksamhet år 1909.
Då försäkringsbolaget flyttade ut år 1970 byggdes lokalerna om för Göteborgs Universitet och i expeditionslokalerna inrymdes ett antikmuseum. År 1999 byggdes det om till hotell, varvid flera av de gamla interiörerna behölls och renoverades. Bland annat återställdes takstuck och en dekorerad gjutjärnspelare i den gamla expeditionshallen.
I början av 1700-talet fanns ett stort trähus, benämnt Utfallska gården efter dess ägare rådmannen och handelsmannen Jacob Utfall, på tomterna i hörnet Västra Hamngatan–Drottninggatan (Holländaregatan på den tiden). Vid branden år 1804 förstördes huset och tomten kom därefter att stå öde. Den såldes år 1810, varefter ett trevånings stenhus uppfördes och stod klart år 1818, men den nye ägaren tvingades sälja det på grund av att den grosshandel han var delägare i gick i konkurs, och det kom i grosshandlare David Carnegie den äldres ägo. År 1846 köpte grosshandlaren Elis Fredrik Brusewitz fastigheten av David Carnegie den yngre.
År 1867 köpte Brand- och lifförsäkringsaktiebolaget Svea det Brusewitzska huset. Några större förändringar av huset gjordes inte, men tjugo år senare hade bolaget expanderat och behövde nya lokaler, varför huset revs våren 1887. En arkitekttävling utlystes, vilken vanns av arkitekten Adolf Emil Melander. Ritningarna bearbetades sedan av Hans Hedlund och Yngve Rasmussen.

### Magasinsgatan 6

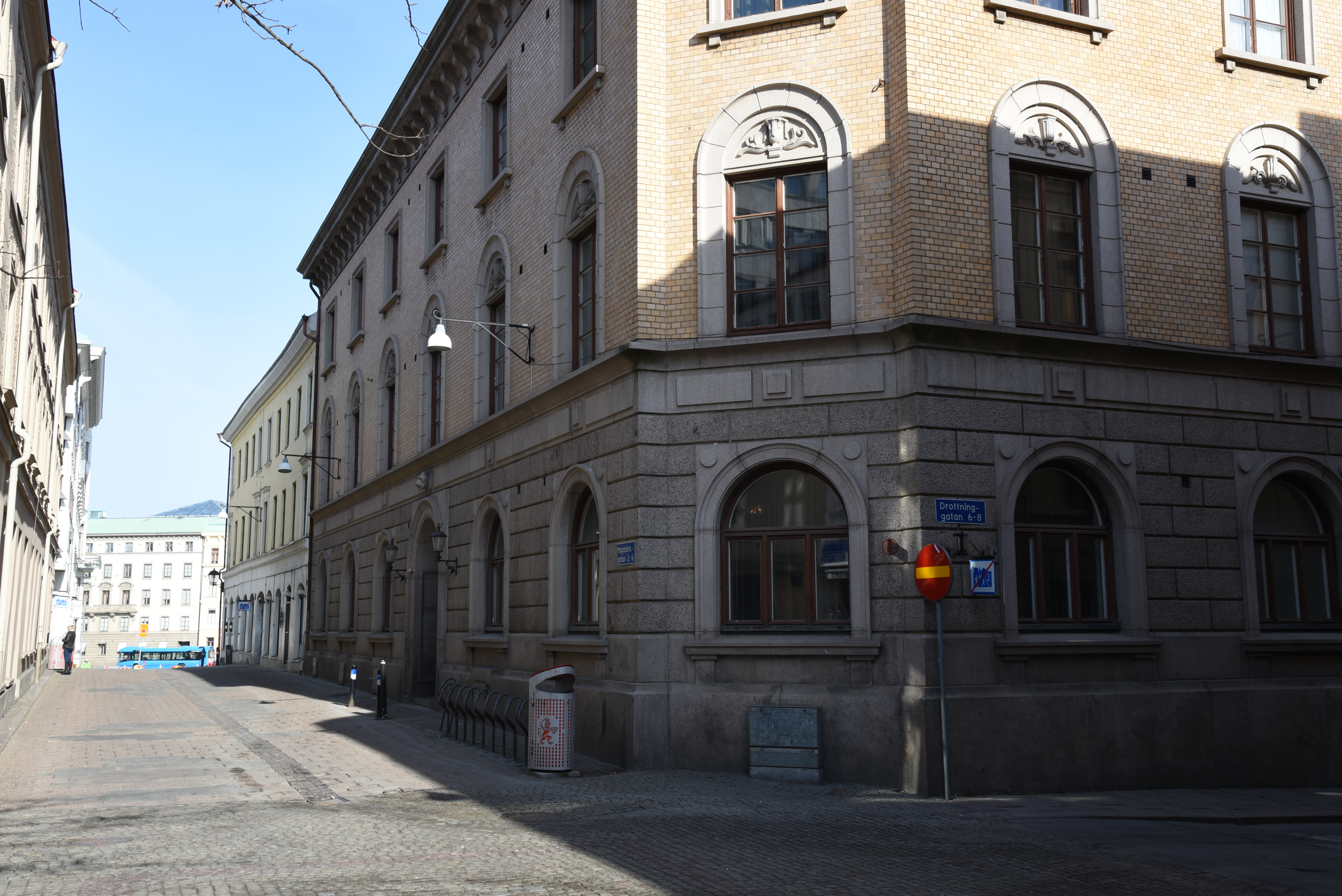
Magasinsgatan 6 - Drottninggatan 6.

Fastigheten Magasinsgatan 6 – Drottninggatan 4 (Inom Vallgraven 54:11, tidigare fastighetsbeteckning 5 roten nr. 47) uppfördes år 1927 för Brand- och lifförsäkrings AB Svea efter ritningar av Valdemar Bäckman.
Byggnadens kontorsrum placerades runt en ljusgård med pelare och golvet lades i marmor. För att få mer kontorsutrymme försågs den nedre delen av ljusgården med ett glastak år 1956, vilket togs bort år 1978, då lokalerna byggdes om för Göteborgs Universitet. År 1999 byggdes huset om till hotell.
År 1717 köptes fastigheten av vinkyparen Alexander Sifwertz och kom efter dennes död att utvidgas till gästgiveri, vilket hette Stockholmskällaren, och var berömt för sin goda mat. Gästgiveriet stängdes i början av 1780-talet.
Efter branden år 1804 kom ödetomten i klensmeden Peter Hasselgrens ägo, som lät uppföra ett trevånings stenhus. Efter ett ägarbyte år 1883 sattes stora skyltfönster in i bottenvåningen och en affär inrättades där. År 1887 köptes fastigheten av Brand- och lifförsäkringsbolaget Svea. Bolaget behöll fastigheten i oförändrat skick, men under åren 1927–1929 uppfördes en helt ny bebyggelse efter ritningar av arkitekten Valdemar Bäckman. Fasaden anpassades till övriga vid Drottninggatan. Byggnaden uppfördes av F O Peterson & Söner med bottenvåning i granit och de två övre våningarna i Skrombergstegel, med fönsteromfattningar i granit och taket kläddes med kopparplåt.

### Drottninggatan 6
Fastigheten Drottninggatan 6 (Inom Vallgraven 54:11, tidigare fastighetsbeteckning 4 roten nr. 103) byggdes om år 1897 för Brand- och lifförsäkrings AB Svea efter ritningar av Y Rasmussen i stil med Sveahuset vid Västra Hamngatan.
I slutet av 1600-talet bodde jaktlöjtnanten Sven Månsson Gonander ("Sven på galejan") på denna adress. Dottern Brita Gonander gifte sig med Hans Jung, som därefter fick övertaga gården. Efter Brita Gonanders död år 1722 såldes gården. Den kom senare att ägas av handelsmän, skräddare och segelsömmare innan den år 1760 köptes av direktören vid Svenska Ostindiska Companiet Johan Fredrik Ström. Efter dennes död år 1781 kom fastigheten i handelsmannen John Hall den äldres och rådman Christian Lunds ägo, men såldes samma år till superkargören vid Ostindiska kompaniet James Maule, som även ägde trähuset mot Lilla Torget.
Efter ytterligare ett par byten av ägare kom fastigheten år 1803 i änkefru Christina Halls ägo. I samband med branden år 1804 brann hela kvarteret ner, så att endast ett magasin i sten stod kvar. Till följd av den Hallska konkursen såldes alla Hallska fastigheter på auktion.
Vid en konkursauktion år 1820 köptes fastigheten av överdirektör Samuel Norberg. Efter flera ägarbyten under senare delen av 1800-talet köptes fastigheten år 1897 av Brand- och lifförsäkringsbolaget Svea, varefter huset byggdes om. De gamla källarvalven från 1700-talet kom dock att bevaras, men en källarnedgång har senare tagits bort.

## Galleri

Kvarteret Alströmer år 1873.
Lilla Torget 5 rivs/byggs om omkring år 1904.
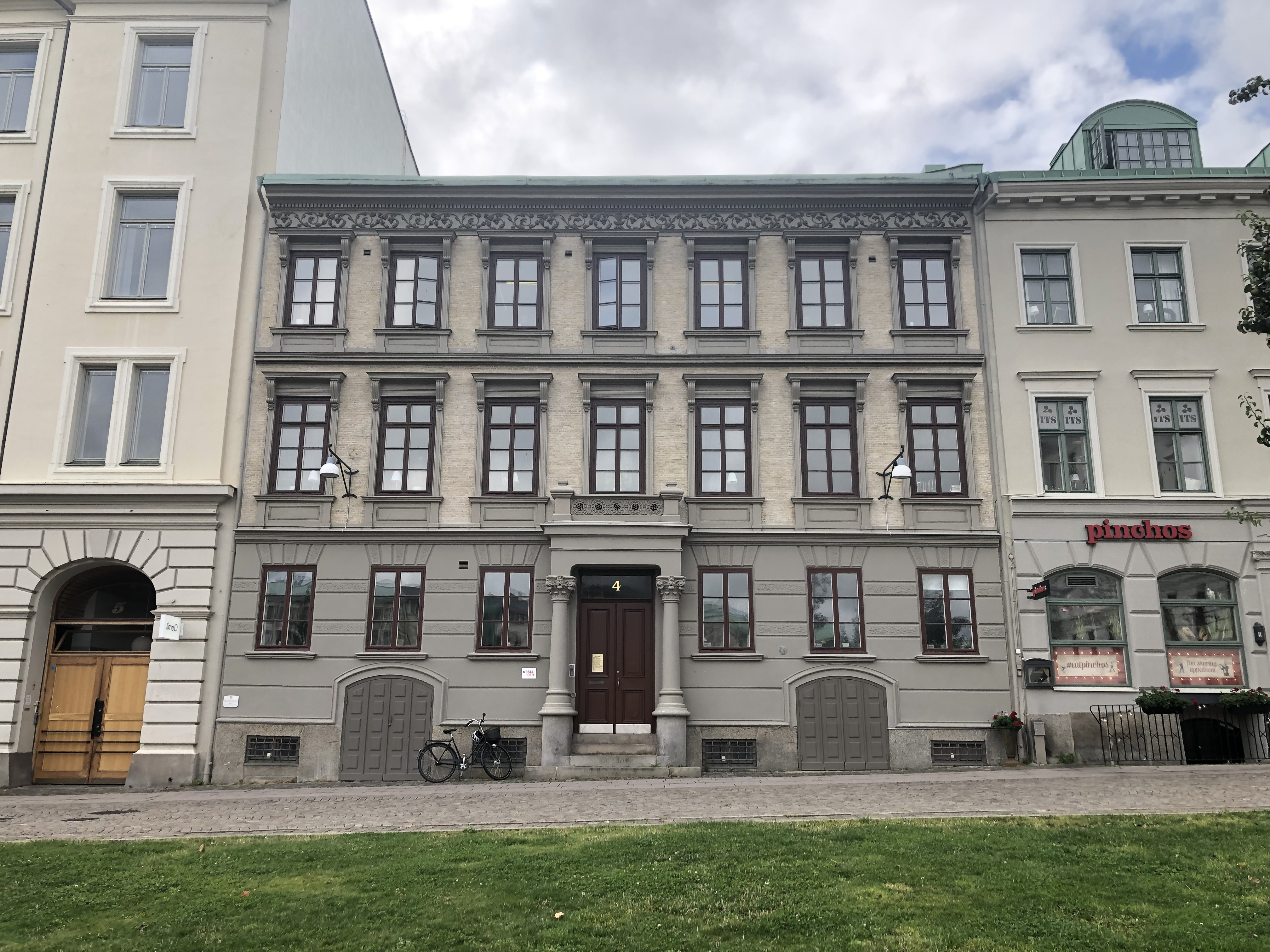
Lilla Torget 4.
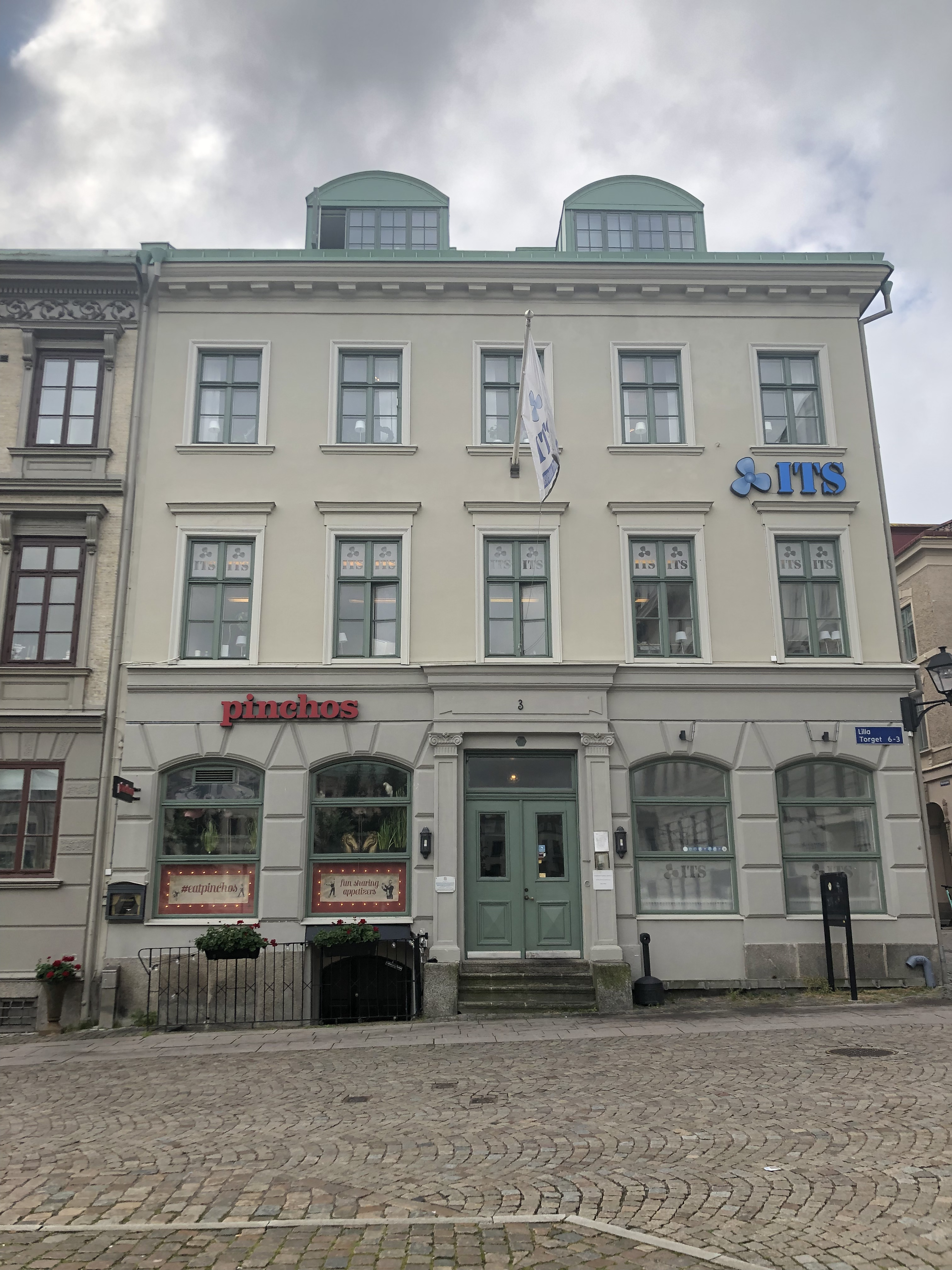
Lilla Torget 3
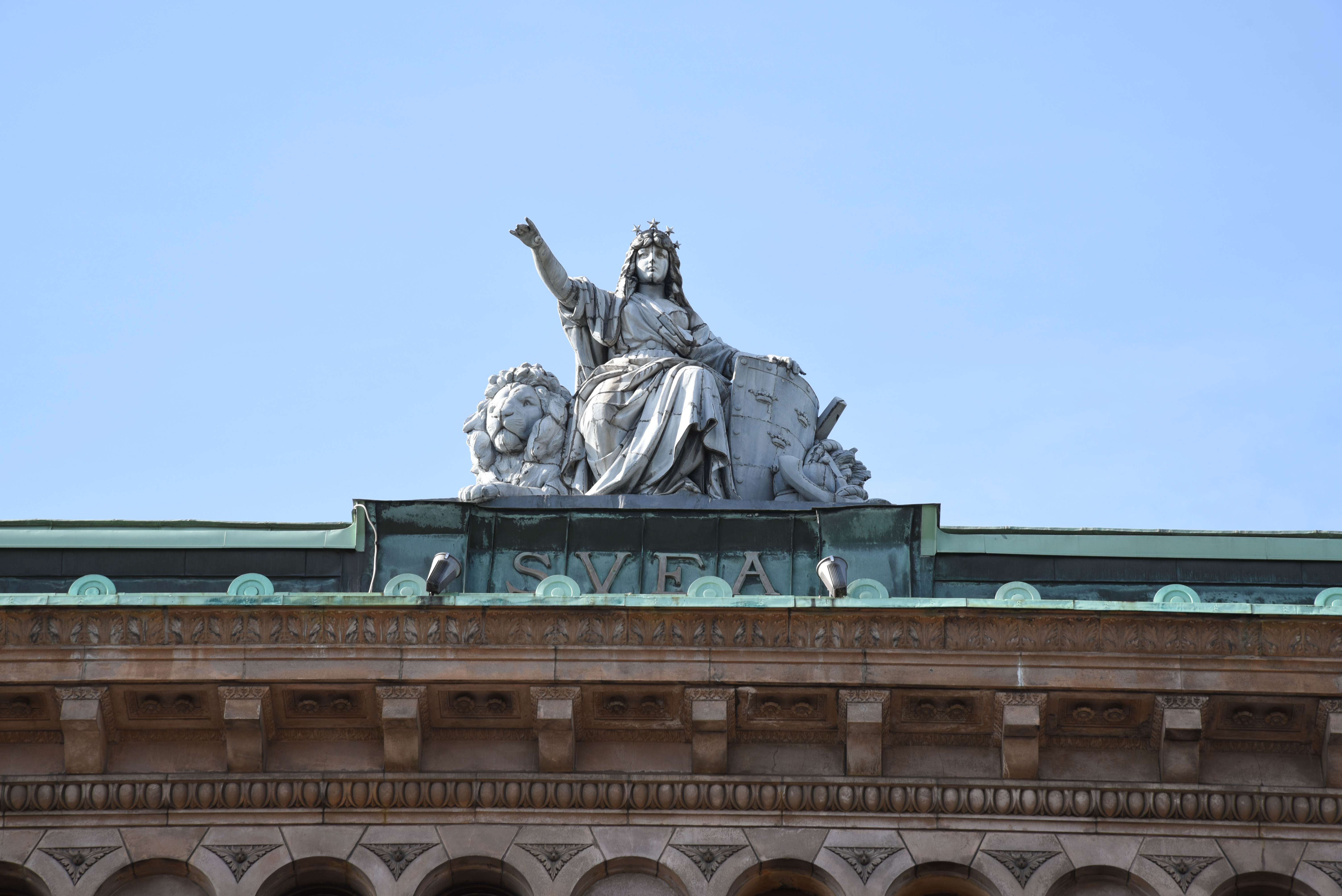
Takstatyn Moder Svea med Rikets lejon på Sveahuset.
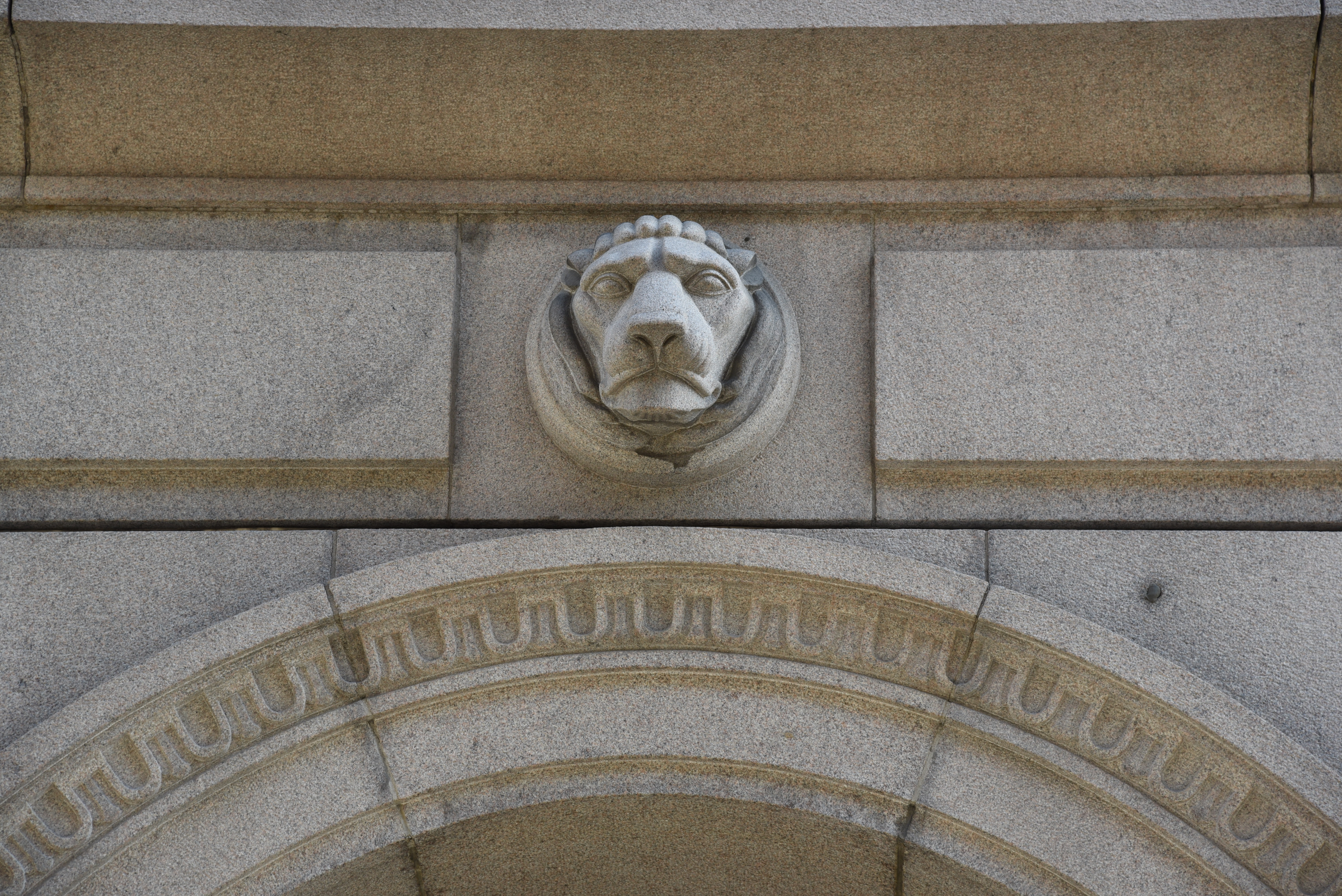
Detalj över porten på Magasinsgatan 6.